# Per-Inge Bengtsson
Per-Inge Bengtsson (29 ottobre 1961) è un ex canoista svedese.

## Palmarès
- Giochi olimpici

Los Angeles 1984: argento nel K2 500 metri, argento nel K4 1000 metri.
- Mondiali - Velocità

Nottingham 1981: argento nel K4 500 metri.
Belgrado 1982: oro nel K4 1000 metri, bronzo nel K4 500 metri.
Mechelen 1985: oro nel K4 1000 metri, bronzo nel K4 500 metri.
Duisburg 1987: argento nel K4 1000 metri, bronzo nel K2 500 metri.